# Cruel Hand
I Cruel Hand sono un gruppo musicale statunitense formatosi a Portland, Maine, nel 2006.

## Formazione

### Formazione attuale
- Chris Linkovich – voce (2006-presente)
- Brian Wilcox – chitarra (2014-presente)
- Andrew Budwey – chitarra (2015-presente)
- Seger Daily – basso (2008-presente)
- Ryan Goff – batteria (2011-presente)

### Ex componenti
- Nate Manning – chitarra, voce secondaria (2006-2014)
- Cam Foley – chitarra, voce secondaria (2008-2014)
- Jeremy Breau – batteria (2006-2010)
- Joe – basso (2006-2007)

## Discografia

### Album in studio
- 2007 – Without a Pulse
- 2008 – Prying Eyes
- 2010 – Lock & Key
- 2014 – The Negatives
- 2016 – Your World Won't Listen

### EP
- 2008 – Life in Shambles
- 2010 – Cruel Hand
- 2012 – Live at Sound & Fury
- 2013 – Vigilant Citizen
- 2013 – Born Into Debt, We All Owe a Death

### Demo
- 2006 – Cruel Hand Demo '06